# Ben Guité
Pour les articles homonymes, voir Guité.
Benjamin Guité, dit Ben Guité, (né le 17 juillet 1978 à Montréal, Québec au Canada) est un joueur professionnel de hockey sur glace. Il est le fils de Pierre Guité.

## Carrière
Il commence sa carrière en 1996 avec l'Université du Maine en NCAA. Il est choisi en 1997 au cours du repêchage d'entrée dans la Ligue nationale de hockey par les Canadiens de Montréal en 7e ronde, en 172e position. En 2000, il passe professionnel et porte les couleurs des Tiger Sharks de Tallahassee en ECHL. À partir de la saison suivante, il commence son parcours en Ligue américaine de hockey. Il joue son premier match dans la LNH avec les Bruins de Boston lors de la saison 2005-2006. Depuis la saison 2009-2010, il fait partie de l'alignement de Predators de Nashville en LNH.

## Statistiques
| Saison     | Équipe                               | Ligue      |     | Saison régulière | Saison régulière | Saison régulière | Saison régulière | Saison régulière |   | Séries éliminatoires | Séries éliminatoires | Séries éliminatoires | Séries éliminatoires | Séries éliminatoires |
| Saison     | Équipe                               | Ligue      | PJ  | B                | A                | Pts              | Pun              | PJ               | B | A                    | Pts                  | Pun                  |                      |                      |
| 1996-1997  | Black Bears de l'Université du Maine | NCAA       | 34  | 7                | 7                | 14               | 21               | -                | - | -                    | -                    | -                    |                      |                      |
| 1997-1998  | Black Bears de l'Université du Maine | NCAA       | 32  | 6                | 12               | 18               | 20               | -                | - | -                    | -                    | -                    |                      |                      |
| 1998-1999  | Black Bears de l'Université du Maine | NCAA       | 40  | 12               | 16               | 28               | 30               | -                | - | -                    | -                    | -                    |                      |                      |
| 1999-2000  | Black Bears de l'Université du Maine | NCAA       | 40  | 22               | 14               | 36               | 36               | -                | - | -                    | -                    | -                    |                      |                      |
| 2000-2001  | Tiger Sharks de Tallahassee          | ECHL       | 68  | 11               | 18               | 29               | 34               | -                | - | -                    | -                    | -                    |                      |                      |
| 2001-2002  | Sound Tigers de Bridgeport           | LAH        | 68  | 12               | 18               | 30               | 39               | -                | - | -                    | -                    | -                    |                      |                      |
| 2001-2002  | Mighty Ducks de Cincinnati           | LAH        | 10  | 2                | 5                | 7                | 4                | 3                | 0 | 0                    | 0                    | 2                    |                      |                      |
| 2002-2003  | Mighty Ducks de Cincinnati           | LAH        | 80  | 13               | 16               | 29               | 44               | -                | - | -                    | -                    | -                    |                      |                      |
| 2003-2004  | Sound Tigers de Bridgeport           | LAH        | 79  | 6                | 18               | 24               | 73               | 7                | 0 | 0                    | 0                    | 6                    |                      |                      |
| 2004-2005  | Bruins de Providence                 | LAH        | 77  | 9                | 15               | 24               | 69               | 17               | 3 | 4                    | 7                    | 34                   |                      |                      |
| 2005-2006  | Bruins de Providence                 | LAH        | 73  | 22               | 31               | 53               | 87               | 6                | 1 | 3                    | 4                    | 14                   |                      |                      |
| 2005-2006  | Bruins de Boston                     | LNH        | 1   | 0                | 0                | 0                | 0                | -                | - | -                    | -                    | -                    |                      |                      |
| 2006-2007  | River Rats d'Albany                  | LAH        | 36  | 10               | 19               | 29               | 22               | -                | - | -                    | -                    | -                    |                      |                      |
| 2006-2007  | Avalanche du Colorado                | LNH        | 39  | 3                | 8                | 11               | 16               | -                | - | -                    | -                    | -                    |                      |                      |
| 2007-2008  | Avalanche du Colorado                | LNH        | 79  | 11               | 11               | 22               | 47               | 10               | 1 | 0                    | 1                    | 14                   |                      |                      |
| 2008-2009  | Avalanche du Colorado                | LNH        | 50  | 5                | 7                | 12               | 30               | -                | - | -                    | -                    | -                    |                      |                      |
| 2009-2010  | Predators de Nashville               | LNH        | 6   | 0                | 0                | 0                | 4                | -                | - | -                    | -                    | -                    |                      |                      |
| 2009-2010  | Admirals de Milwaukee                | LAH        | 64  | 8                | 13               | 21               | 56               | 7                | 3 | 1                    | 4                    | 6                    |                      |                      |
| 2010-2011  | Falcons de Springfield               | LAH        | 72  | 17               | 30               | 47               | 91               | -                | - | -                    | -                    | -                    |                      |                      |
| 2011-2012  | Sharks de Worcester                  | LAH        | 26  | 4                | 11               | 15               | 16               | -                | - | -                    | -                    | -                    |                      |                      |
| 2012-2013  | HC Val Pusteria Wolves               | Serie A    | 27  | 5                | 21               | 26               | 50               | 10               | 1 | 5                    | 6                    | 16                   |                      |                      |
| Totaux LNH | Totaux LNH                           | Totaux LNH | 169 | 19               | 26               | 45               | 93               | 10               | 1 | 0                    | 1                    | 14                   |                      |                      |